# ماكس كوجيل
أوتو ماكس كوجيل (بالألمانية: Max Koegel)‏ (من 16 أكتوبر 1895 إلى 27 يونيو 1946) ضابطًا نازيًا شغل منصب قائد في معسكرات الاعتقال في ليشتنبرغ ورافنسبروك ومايدانك وفلوسنبرج.

## الحياة
وُلد ماكس كوجيل في 16 أكتوبر 1895 في فوسن، في مملكة بافاريا. وكان الابن الرابع للنجار الذي كان يعمل في مصنع للأثاث المحلي. قبل وقت قصير من عيد ميلاده السادس ، توفيت والدة كوجيل من مضاعفات أثناء الولادة. في عام 1907، توفي والده وأرسل ماكس ليعيش مع عائلة في مزرعة قريبة. كما اضطر إلى ترك المدرسة وبدأ التدريب كراعٍ ثم عمل كدليل جبلي.